# Tour da Romênia
O Tour da Romênia (oficialmente: Romanian Cycling Tour; em romêno: Turul ao Romaniei) é uma carreira ciclista por etapas que se disputa na Romênia.

Percurso da carreira na edição do 2012

Começou-se a disputar em 1934 como carreira amador ainda que tem tido várias paragens e não se disputou com continuidade. A partir de 2008 começou a ser profissional fazendo parte do UCI Europe Tour, dentro a categoria 2.2 (última categoria do profissionalismo).

## Palmarés
| Ano                              | Vencedor                 | Segundo                     | Terceiro              |           |
| -------------------------------- | ------------------------ | --------------------------- | --------------------- | --------- |
| 1934                             | Marin Nikolov            | Ghenadie Sminoff            | Zamfir Munteanu       |           |
| 1935                             | Daniel Zigmund           | Nicolae Tapu                | Jerzy Lipiński        |           |
| 1936                             | Pierre Gallien           | Stjepan Grgac               | Willy Kutschbach      |           |
| 1937-1945 edições não realizadas |                          |                             |                       |           |
| 1946                             | August Prosenik          | Nicolae Chicomban           | Ion Strain            |           |
| 1947-1949 edições não realizadas |                          |                             |                       |           |
| 1950                             | Constantin Sandru        | Vittorio Nicolozzo          | Ervant Norhadian      |           |
| 1951                             | Marin Niculescu          | Nicolae Chicomban           | Gheorghe Sandu        |           |
| 1952 edição não realizada        |                          |                             |                       |           |
| 1953                             | Nicolae Vasilescu        | Nuta Petre                  | Gheorghe Sandu        |           |
| 1954                             | Constantin Dumitrescu    | Stefu Stefan                | Constantin Istrate    |           |
| 1955                             | Constantin Dumitrescu    | Ludovic Zanoni              | Stefu Stefan          |           |
| 1956                             | Constantin Dumitrescu    | Gabriel Moiceanu            | Nicolae Maxim         |           |
| 1957 edição não realizada        |                          |                             |                       |           |
| 1958                             | Gabriel Moiceanu         | Ludovic Zanoni              | Maricel Boinea        |           |
| 1959                             | Ion Cosma                | Gabriel Moiceanu            | Gheorghe Radulescu    |           |
| 1960                             | Walter Ziegler           | Jörg Grunzig                | Silviu Duta           |           |
| 1961                             | Ion Cosma                | Gabriel Moiceanu            | Gheorghe Radulescu    |           |
| 1962-1965 edições não realizadas |                          |                             |                       |           |
| 1966                             | Gheorghe Suciu           | Ion Cosma                   | Costantin Ciocan      |           |
| 1967                             | Emil Rusu                | Walter Ziegler              | Ludovic Barschel      |           |
| 1968                             | Walter Ziegler           | Grigore Constantin          | Vasile Selejan        |           |
| 1969                             | Jürgen Wanzlik           | Teodor Vasile               | Alexandru Sofronie    |           |
| 1970-1972 edições não realizadas |                          |                             |                       |           |
| 1973                             | Teodor Vasile            | Vasile Selejan              | Ion Cernea            |           |
| 1974                             | Mircea Romașcanu         | Liubomir Zojoc              | Mustapha Najjari      |           |
| 1975-1982 edições não realizadas |                          |                             |                       |           |
| 1983                             | Mircea Romașcanu         | Ionel Gancea                | Cornel Nicolae        |           |
| 1984                             | Constantin Carutasu      | Valentin Constantinescu     | Ionel Gancea          |           |
| 1985                             | Mircea Romașcanu         | Ionel Gancea                | Gheorghe Kleinpeter   |           |
| 1986                             | Frank Schönherr          | Valentin Constantinescu     | Dariusz Matuszyk      |           |
| 1987                             | Valentin Constantinescu  | Olimpiu Celea               | Ludovic Kovacs        |           |
| 1988                             | Vasile Mitrache          | Mircea Romașcanu            | Mihai Orosz           |           |
| 1989                             | Danut Catana             | Anton Stelian               | Costel Popa           |           |
| 1990                             | Vasie Apostol            | Valentin Constantinescu     | Florian Toader        |           |
| 1991                             | Svyatoslav Ryabushenko   | Costel Popa                 | Ilia Gromov           |           |
| 1992                             | Vladimir Perelalsny      | Pavel Chumanov              | Youry Prokopenko      |           |
| 1993                             | Jürgen Koberschinski     | Cristian Dabi               | Raoul Grigorici       |           |
| 1994                             | Anton Stelian            | Stanimir Odrinski           | Svetoslav Tchanliev   |           |
| 1995                             | Igor Mirtianin           | Vitaly Lazurenko            | Danut Catana          |           |
| 1996 edição não realizada        |                          |                             |                       |           |
| 1997                             | Florin Privache          | Ciurtiac Varenin            | Peter Vöhlzoc         |           |
| 1998                             | Igor Bonciucov           | Sergey Tretyakov            | Lars Bener            |           |
| 1999                             | Sergey Tretyakov         | Alexandr Sabalin            | Bram Tankink          |           |
| 2000                             | Vadim Kravchenko         | Serguei Lavrenenko          | Luuc Hutten           |           |
| 2001                             | Leonid Timchenko         | Emil Pavel Lupaș            | Alexandr Sabalin      |           |
| 2002                             | Alexandr Sabalin         | Svetoslav Tchanliev         | Roman Radchenko       |           |
| 2003                             | Jelle van Groezen        | Emil Pavel Lupaș            | Pavel Nevdakh         |           |
| 2004                             | Vladimir Koev            | Mert Mutlu                  | Volodymyr Starchyk    |           |
| 2005                             | Ivailo Gabrovski         | Oleksandr Surutkovych       | Radoslav Konstantinov |           |
| 2006                             | Pavel Chumanov           | Dimitar Dimitrov Gospodinov | Oleksandr Sheydyk     |           |
| 2007                             | George Daniel Anghelache | Atanas Kostov               | Stanislav Rudyy       |           |
| 2008                             | Rida Cador               | Sander Oostlander           | Svetoslav Tchanliev   |           |
| 2009                             | Alexey Shchebelin        | Vladimir Koev               | Pavel Chumanov        |           |
| 2010                             | Bruno Rizzi              | Ioannis Tamouridis          | Alessandro De Marchi  |           |
| 2011                             | Andrei Nechita           | Ioannis Tamouridis          | Angelo Ciccone        |           |
| 2012                             | Matija Kvasina           | Víctor de la Parte          | Johannes Heider       |           |
| 2013                             | Vitaliy Buts             | Mykhaylo Kononenko          | Ivan Stević           |           |
| 2014-2017 edições não realizadas |                          |                             |                       |           |
| 2018                             | Serghei Tvetcov          | Onur Balkan                 | Mateusz Grabis        |           |
| 2019                             | Alex Molenaar            | Savva Novikov               | Karel Hník            |           |
| 2020                             | Eduard-Michael Grosu     | Nikodemus Holler            | Szymon Krawczyk       |           |
| 2021                             | Jakub Kaczmarek          | Serghei Tvetcov             | Szymon Rekita         |           |
| 2022                             | Mark Stewart             | Cristian Raileanu           | Jakub Otruba          |           |
| 2023                             | cancelado                | cancelado                   | cancelado             | cancelado |
| 2024                             | Ilkhan Dostiyev          | Davide Toneatti             | Lukáš Kubiš           |           |

Nota: Na edição 2010, Vladimir Koev foi inicialmente o ganhador, mas recebeu uma sanção por 8 anos por violações às regras anti-doping (ADVR) devido ao uso de de Heptaminol. A sanção aplicou para o período compreendido entre o 5 de junho de 2009 e o 10 de junho de 2018, pelo que todos resultados obtidos em dito período ficaram anulados

## Palmarès por países
| País          | Vitórias |
| ------------- | -------- |
| Roménia       | 30       |
| Bulgária      | 4        |
| Alemanha      | 3        |
| Ucrânia       | 2        |
| Cazaquistão   | 2        |
| Rússia        | 2        |
| Países Baixos | 2        |
| Polónia       | 1        |
| França        | 1        |
| Iugoslávia    | 1        |
| Moldávia      | 1        |
| Hungria       | 1        |
| Croácia       | 1        |